# Douville-sur-Andelle
Douville-sur-Andelle és un municipi francès situat al departament de l'Eure i a la regió de Normandia. L'any 2007 tenia 400 habitants.

## Demografia

### Població
El 2007 la població de fet de Douville-sur-Andelle era de 400 persones. Hi havia 162 famílies, de les quals 28 eren unipersonals (8 homes vivint sols i 20 dones vivint soles), 53 parelles sense fills, 61 parelles amb fills i 20 famílies monoparentals amb fills.
La població ha evolucionat segons el següent gràfic:
Habitants censats

### Habitatges
El 2007 hi havia 174 habitatges, 161 eren l'habitatge principal de la família, 8 eren segones residències i 5 estaven desocupats. 166 eren cases i 6 eren apartaments. Dels 161 habitatges principals, 103 estaven ocupats pels seus propietaris, 55 estaven llogats i ocupats pels llogaters i 3 estaven cedits a títol gratuït; 6 tenien dues cambres, 40 en tenien tres, 50 en tenien quatre i 65 en tenien cinc o més. 125 habitatges disposaven pel capbaix d'una plaça de pàrquing. A 70 habitatges hi havia un automòbil i a 72 n'hi havia dos o més.

### Piràmide de població
La piràmide de població per edats i sexe el 2009 era:
| Homes | Edats   | Dones |
| ----- | ------- | ----- |
| 0     | 95 o +  | 0     |
| 0     | 90 a 94 | 4     |
| 0     | 85 a 89 | 0     |
| 4     | 80 a 84 | 4     |
| 4     | 75 a 79 | 12    |
| 8     | 70 a 74 | 8     |
| 0     | 65 a 69 | 8     |
| 8     | 60 a 64 | 8     |
| 16    | 55 a 59 | 8     |
| 4     | 50 a 54 | 16    |
| 8     | 45 a 49 | 8     |
| 24    | 40 a 44 | 4     |
| 12    | 35 a 39 | 20    |
| 16    | 30 a 34 | 20    |
| 4     | 25 a 29 | 8     |
| 0     | 20 a 24 | 0     |
| 12    | 15 a 19 | 4     |
| 16    | 10 a 14 | 16    |
| 12    | 5 a 9   | 16    |
| 16    | 0 a 4   | 0     |

## Economia
El 2007 la població en edat de treballar era de 270 persones, 209 eren actives i 61 eren inactives. De les 209 persones actives 188 estaven ocupades (100 homes i 88 dones) i 21 estaven aturades (9 homes i 12 dones). De les 61 persones inactives 21 estaven jubilades, 9 estaven estudiant i 31 estaven classificades com a «altres inactius».

### Ingressos
El 2009 a Douville-sur-Andelle hi havia 159 unitats fiscals que integraven 411 persones, la mediana anual d'ingressos fiscals per persona era de 16.850 €.

### Activitats econòmiques
Dels 9 establiments que hi havia el 2007, 2 eren d'empreses alimentàries, 1 d'una empresa de fabricació de material elèctric, 1 d'una empresa de construcció, 1 d'una empresa de comerç i reparació d'automòbils, 2 d'empreses d'hostatgeria i restauració i 2 d'empreses de serveis.
L'únic servei als particulars que hi havia el 2009 era un restaurant.
Dels 3 establiments comercials que hi havia el 2009, 1 era una botiga de menys de 120 m² i 2 carnisseries.
L'any 2000 a Douville-sur-Andelle hi havia 6 explotacions agrícoles.

## Equipaments sanitaris i escolars
El 2009 hi havia una escola maternal.

## Poblacions més properes
El següent diagrama mostra les poblacions més properes.